# قلعة الميراني
تقع قلعة الميراني في محافظة مسقط.

## تاريخ بناء القلعة
وقد بنى البرتغاليون عند قاعدة صخرة الميراني حوضاً للسفن ومعقلاً على مستوى البحر سنة 1019هـ / 1610م وزودوه ببطارية مدافع على مستوى منخفض للحيلولة دون وقوع هجوم من المراكب التي تبحر قرب الشاطئ تحت مستوى المدافع الموجودة في قلعة الميراني.
وهناك كتابة باللغة البرتغالية محفورة على السور الجنوبي الشرقي للساحة الخلفية السفلية ناحية الميناء، ويبدو أن هذا النقش قد تم تغييره ربما بعد عام 1050هـ / 1640م عندما استقلت البرتغال عن إسبانيا.
ولعل قلعة الميراني أو قلعة كابيتان كانت تعتبر دائماً من أهم الحصون، فقد ذكر مايلز أن الحاكم البرتغالي في مسقط مارتينو افونسودي ميلاو كان يقيم هناك سنة 1032هـ/ 1623م عندما تشتد حرارة الجو مع انه كان يقيم معظم السنة في مجمع جريز أسفل القلعة، وخلال هذه الفترة اعيد بناء اسوار مدينة مسقط، كما بنى مقر جديد للجمارك وشيدت أيضاً ابراج في ممرات كلبوه وريام وسداب.
ويظهر من الرسم المعاصر الذي وضعه دي ريسنده ان مخطط التحصينات مماثل لتصميم الحصن الحالي، ولا تظهر في الرسم بعض المعالم مثل الأبراج العالية لكن تظهر بدلاً منها استحكامات حصينة، وكان الامام أحمد بن سعيد قد شيد برجاً هنا في أواخر القرن الثالث عشرالهجري/ التاسع عشر الميلادي، ومن المحتمل ان الأبراج الأخرى كانت نتيجة تعديلات اجريت فيما بعد، ويدل الرسم الذي وضعه الفنان البرتغالي على وجود منطقة مركزية مستطيلة الشكل وتحيط بها اسوار تتبع الحافة الصخرية في الناحية الشمالية الشرقية، ويظهر مقر القائد على شكل طابقين ويضم برجاً مطلياً باكمله بالجير أو الجص كما تظهر الكنيسة الصغيرة والدائرية الشكل ذات القبة الصغيرة ملاصقة للسور الشرقي، أما السور الطويل والمعقل الضيق الواضح المعالم على الحافة الصخرية الغربية فهما جزء من الإنشاء الاصلي، ويمكن تمييز شكلهما من خلال الرسم رغم أنهما مقطوعان ويضم المعقل الشمالي درجاً يؤدي إلى منصة المدافع، والتي تظهر وكانها معقل شبه دائري يقع على مستوى سطح البحر.
ما الآن فترابط في قلعة الميراني حامية من قوات السلطان المسلحة وتستخدم كثكنة عسكرية وتضم القلعة الكثير من المدافع القديمة.